# Orani Tempesta
Orani João Tempesta, O. Cist., nascut el 23 de juny de 1950, és un bisbe brasiler de l'Església Catòlica. És l'actual Arquebisbe de Sant Sebastià de Rio de Janeiro. Va ser nomenat al càrrec pel Papa Benet XVI el 27 de febrer de 2009, prenent possessió de la seu el 19 d'abril següent. Va ser elevat al cardenalat pel Papa Francesc al consistori del 22 de febrer de 2014.

## Biografia
Tempesta va néixer a São José do Rio Pardo, a la diòcesi de São João da Boa Vista; a l'estat de São Paulo.
Després de completar els estudis elementals i l'educació secundària a São José do Rio Pardo, ingressà al monestir cistercenc de São Bernardo de la mateixa ciutat el 1967. Estudià filosofia al monestir de São Bento de São Paulo, i teologia a l'Institut Teològic Salesià de Pius IX a São Paulo.
Va fer la seva professió religiosa a l'orde el 2 de febrer de 1969, i va ser ordenat prevere el 7 de desembre de 1974.
El 1984 esdevingué Prior del monestir, mentre que també exercia com a prevere de parròquia a São Roque, com a coordinador diocesà de comunicacions i pastoral i com a professor a l'institut de Coração de Maria de São João da Boa Vista. El setembre del 1996, quan el monestir esdevingué una abadia, va ser elegit com el primer abat.
El 26 de febrer de 1997 va ser nomenat bisbe de Rio Preto, rebent l'ordenació episcopal el 25 d'abril següent. A més, va ser nomenat administrador apostòlic de l'abadia territorial de Claraval des de 1999 fins a l'11 de desembre de 2002, quan va ser unida al bisbat de Guaxupé.
El 13 d'octubre de 2004 esdevingué Arquebisbe de Belém do Pará i, el 2007, va ser delegat a la Cinquena Conferència General dels bisbes d'Amèrica Llatina i el Carib.
El 27 de febrer de 2009 va ser nomenat arquebisbe de Rio de Janeiro, càrrec que habitualment comporta ser creat cardenal. L'arquebisbe Tempesta va prendre possessió de la seu el 19 d'abril de 2009, quart aniversari de l'elecció del Papa Benet XVI.
Va rebre el pal·li del Papa Benet el 29 de juny de 2009, festivitat de Sant Pere i Sant Pau a Roma. El gener del 2014 s'anuncià que seria elevat al cardenalat en el consistori, a celebrar el 22 de febrer de 2014.

## Honors
Gran Prior pel Brasil de l'orde del Sant Sepulcre de Jerusalem
Gran Oficial de l'orde al Mèrit Judicial – 25 de març de 2009
 Cavaller de l'orde al Mèrit Naval – 10 de juny de 2011